# Viktor Feliksovich Vekselberg
Viktor Feliksovich Vekselberg (tiếng Nga: Виктор Феликсович Вексельберг, tiếng Ukraina: Віктор Феліксович Вексельберг); sinh ngày 14 tháng 4 năm 1957, tại Drohobych, Ukraina, là một doanh nhân giàu có, với tài sản trị giá khoảng 15,1 tỷ USD, được tạp chí Forbes xếp hạng 52 những người giàu nhất thế giới vào năm 2013. Ông ta là chủ nhân và cũng là chủ tịch tập đoàn Renova của Nga, có phần hùn ở nghiệp đoàn dầu khí Nga TNK-BP, công ty sản xuất thép lớn nhất thế giới RUSAL, và nhiều hãng lớn khác, trong đó có công ty kỹ thuật Thụy Sĩ OC Oerlikon.

## Thời niên thiếu và học vấn
Victor Vekselberg sinh ra vào năm 1957 tại Drohobych, Ukraine, cha gốc Do thái và mẹ là người Nga. Vào năm 1979, ông tốt nghiệp từ viện kỹ thuật giao thông Moscow. Sau đó, ông làm việc như là một kỹ sư và chuyên viên nghiên cứu tại một công ty nhà nước chế tạo máy bơm.

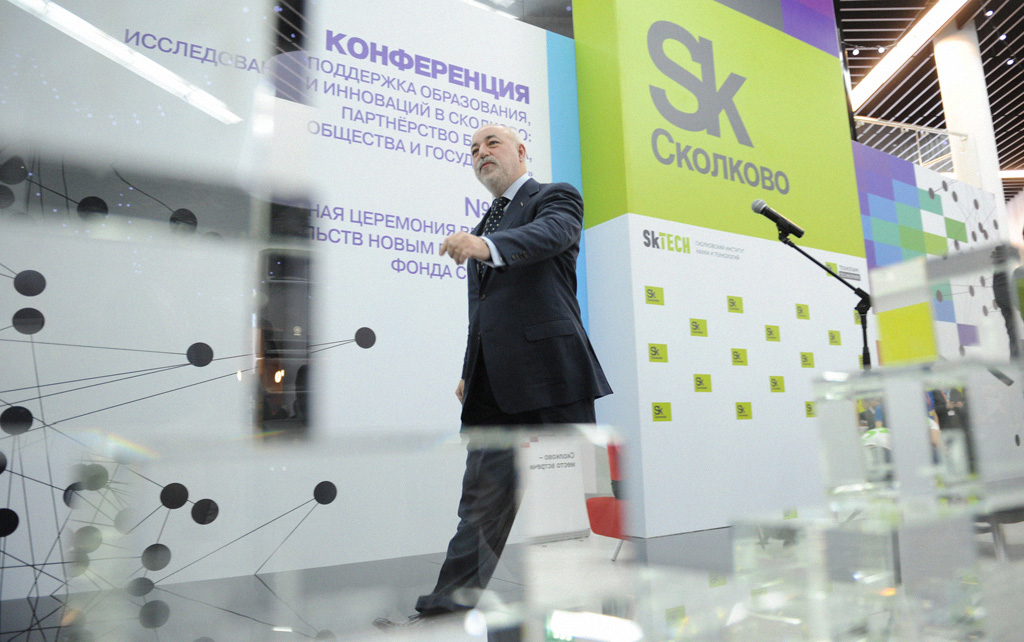
Thuyết trình tại viện Khoa học và Kỹ thuật Skolkovo